# CUPRA Born

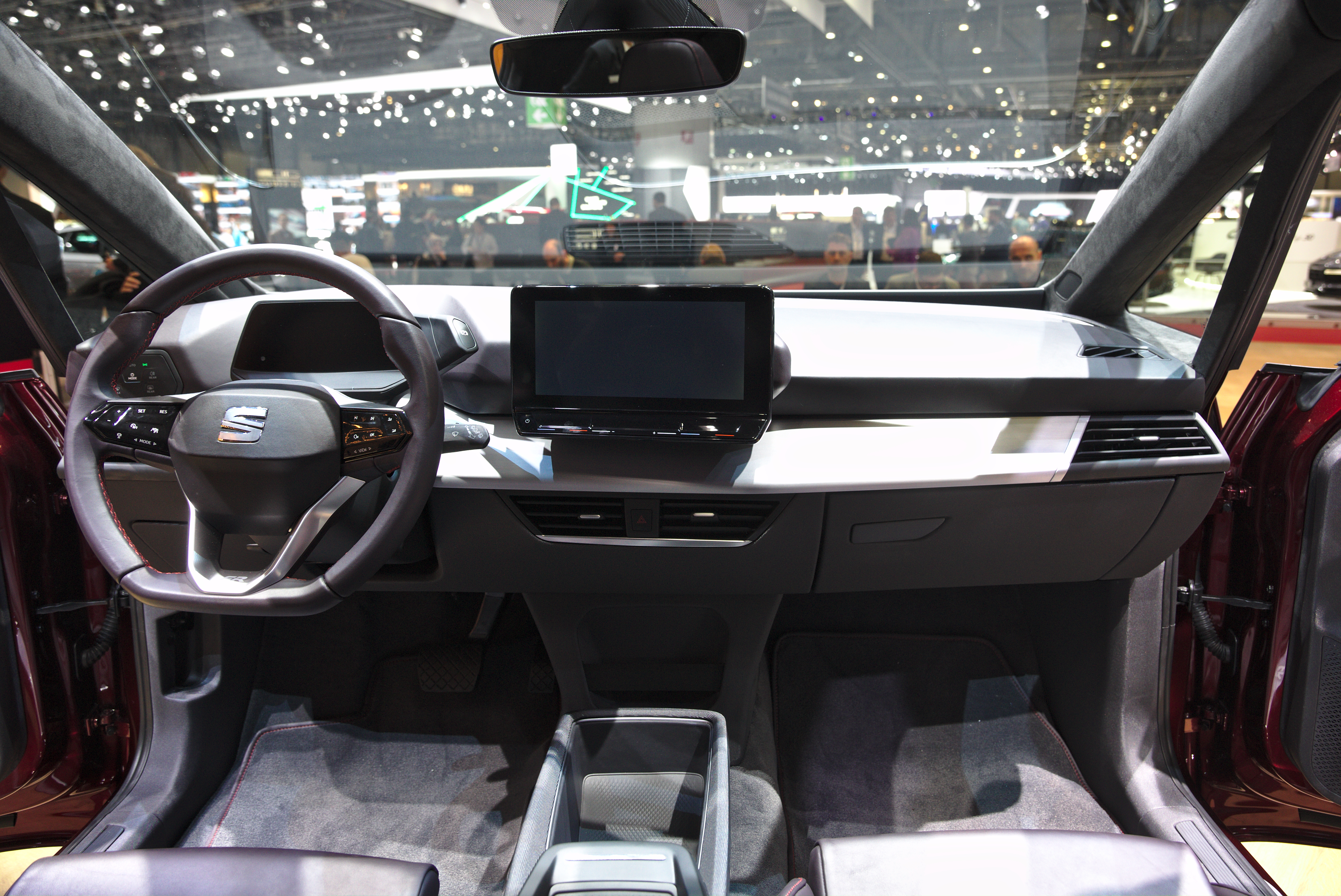
Interiér

CUPRA Born je elektromobil, napájený ze sady akumulátorů a vyvinutý španělským výrobcem SEAT pod značkou CUPRA. Nejprve byl v roce 2019 představen koncepční vůz el Born, sériově vyráběný vůz se začal prodávat v roce 2021. Born vychází z platformy MEB koncernu Volkswagen a vyrábí se ve stejném výrobním závodě v německém Cvikově jako Volkswagen ID.3, používající rovněž platformu MEB. Vůz dostal označení podle barcelonské čtvrti.

## Prototyp

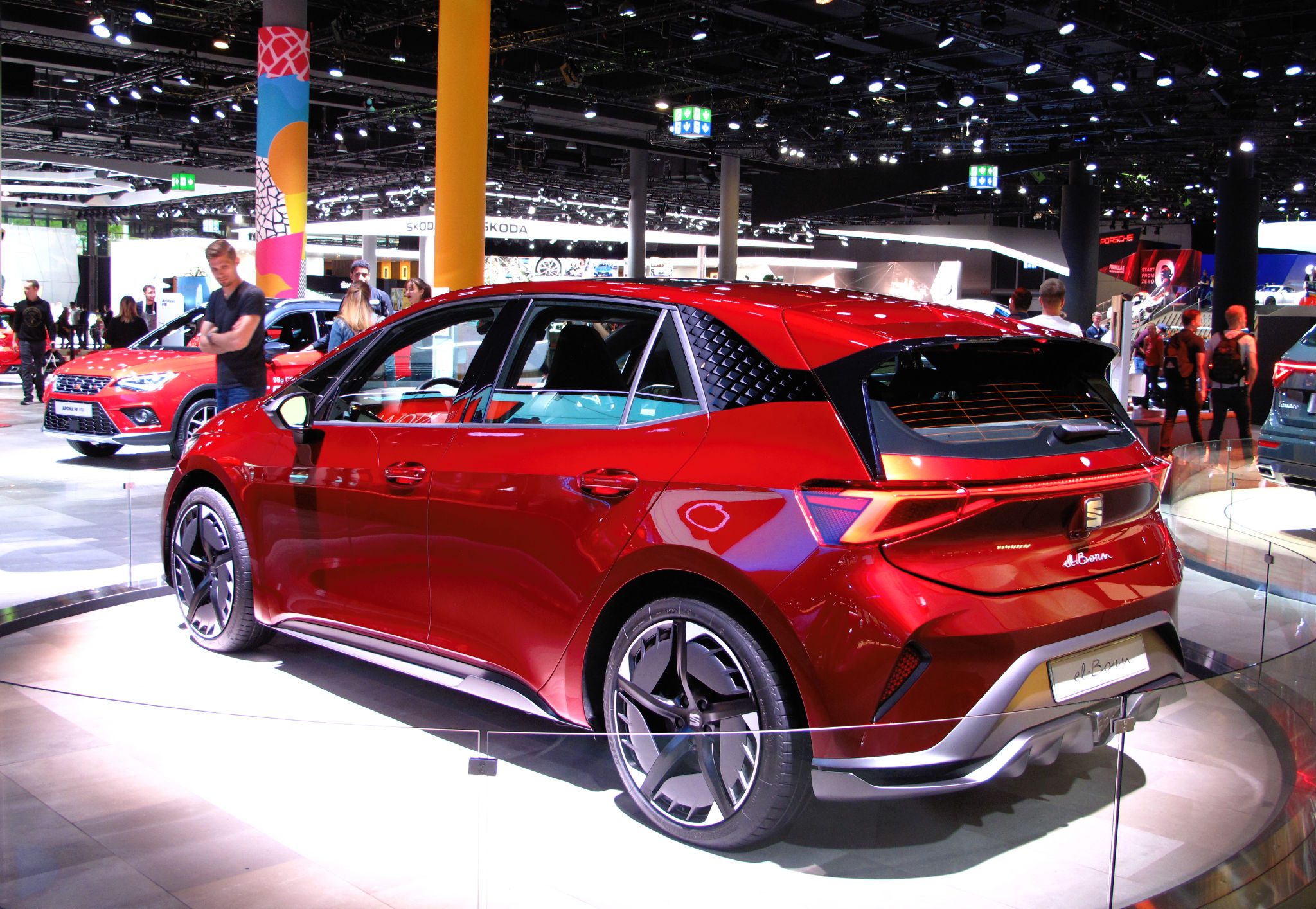
Prototyp SEAT el-Born

SEAT el-Born byl představen v roce 2019. Prototyp byl vybaven sadou akumulátorů o kapacitě 62 kWh. Výrobce uváděl dojezd vozu na jedno nabití 420 km (WLTP). Pohon obstarával elektromotor o výkonu 204 k (150 kW), schopný zajistit zrychlení z 0 na 100 km/h za 7,5 sekundy. Sada akumulátorů byla kompatibilní s rychlým nabíjením stejnosměrným proudem o výkonu 100 kW a optimální provozní teplotu zajišťovala elektronicky řízená chladicí soustava.
Koncepční vůz byl vybaven asistenčními systémy a umožňoval autonomní jízdu úrovně 2. Zahájení prodeje bylo plánováno na rok 2020.

## Sériově vyráběná verze
Výroba modelu Born byla potvrzena v červenci 2020 a vůz se bude prodávat pod značkou CUPRA. První vozy budou dodány zákazníkům v roce 2021. Sériově vyráběný vůz bude mít větší sadu akumulátorů než prototyp. Vůz obdržel v únoru 2021 nové označení CUPRA Born, bez původního „el“. Očekávaná cena byla cca 40 000 GBP, což odpovídá dražším verzím modelu Volkswagen ID.3. Konkrétně na český trh vůz vstupoval v listopadu 2021 s cenovkou 1 094 900 Kč. Později však dorazily i levnější verze.